# Una mica gelosa
Una mica gelosa o Una miqueta gelosa (originalment en francès, Jalouse) és una pel·lícula de comèdia francesa dirigida per David i Stéphane Foenkinos, estrenada el 2017. S'ha doblat al català oriental per TV3 amb el títol d'Una mica gelosa, i al valencià per a À Punt amb el nom d'Una miqueta gelosa.

## Argument
Gairebé d'un dia per un altre la Nathalie Pêcheux, una professora de francès divorciada, passa per un procés de transformació de mare adorable a persona gelosa, en començar a sentir enveja de la seva filla Mathilde, una ballarina de ballet clàssic de 18 anys. El problema augmenta quan també comença a tenir gelosia dels seus amics, dels seus companys de feina i fins i tot dels seus veïns.

## Repartiment
- Karin Viard: Nathalie
- Anne Dorval: Sophie
- Thibault de Montalembert: Jean-Pierre
- Anaïs Demoustier: Mélanie
- Dara Tombroff: Mathilde
- Bruno Todeschini: Sébastien
- Marie-Julie Baup: Isabelle
- Corentin Fila: Félix
- Stéphane Foenkinos: professora de ioga
- Éric Frey
- Yves Heck: professor d'història